# Presentering
Presentering (eller existentialsats) är en särskild konstruktion som i svenskan används för att introducera något nytt i ett samtal. Det är bara subjektet som kan presenteras. Istället för att inleda meningen med det egentliga subjektet inleder man den med ett formellt subjekt. Presentering är vanligt vid verb som anger existens, befintlighet och förflyttning. Presentering fungerar bara när subjektet är tidigare okänt och verbet inte har något objekt.
Exempel:
Ett barn kommer på stigen. → Det kommer ett barn på stigen.
Bor en man i skogen? → Bor det en man i skogen?